# Diplognathini
Diplognathini is een tribus uit de familie van bladsprietkevers (Scarabaeidae). 

## Taxonomie
De volgende taxa zijn bij de tribus ingedeeld:
- Geslacht Anthracophora Burmeister, 1842
- Geslacht Anthracophorides Moser, 1918
- Geslacht Apocnosis J. Thomson, 1878
- Geslacht Apocnosoides Antoine, 2001
- Geslacht Charadronota Burmeister, 1842
- Geslacht Conradtia Kolbe, 1892
- Geslacht Diphrontis Gerstäcker, 1882
- Geslacht Diplognatha Gory & Percheron, 1833
- Geslacht Eriulis Burmeister, 1842
- Geslacht Hadrodiplognatha Kraatz, 1898
- Geslacht Heteropseudinca Valck Lucassen, 1933
- Geslacht Metallopseudinca Valck Lucassen, 1933
- Geslacht Niphetophora Kraatz, 1883
- Geslacht Parapoecilophila Hauser, 1904
- Geslacht Pilinopyga Kraatz, 1880
- Geslacht Poecilophila Kraatz, 1893
- Geslacht Poecilophilides Kraatz, 1898
- Geslacht Porphyronota Burmeister, 1842
- Geslacht Pseudinca Kraatz, 1880
- Geslacht Ruteroides Alves, 1973
- Geslacht Stethopseudinca Valck Lucassen, 1933
- Geslacht Uloptera Burmeister, 1842